# Đa Minh Đặng Văn Cầu
Đa Minh Đặng Văn Cầu (sinh ngày 17 tháng 7 năm 1962) là một giám mục Công giáo người Việt Nam. Ông hiện đảm nhận chức vụ giám mục chính tòa Giáo phận Thái Bình. Khẩu hiệu giám mục của ông là Này con xin đến. Đặng Văn Cầu là giám mục chính tòa thứ năm và là giám mục quản nhiệm Thái Bình thứ bảy kể từ khi vùng đất này được chia tách vào năm 1936 từ địa phận Bùi Chu với vị thế là hạt Đại diện Tông Tòa (Địa phận Thái Bình). Ông là giám mục đầu tiên xuất thân từ Giáo phận Thái Bình trở thành người quản lý giáo phận này.
Đặng Văn Cầu sinh tại Thái Bình trong một gia đình Công giáo, từ sớm đã theo hỗ trợ mục vụ cho các linh mục Công giáo trong Giáo phận Thái Bình. Sau khi thân mẫu qua đời, cậu bé Cầu theo chân Linh mục Uyên đến sinh sống và học tập tại tiểu chủng viện. Cậu sau đó trở thành nghĩa tử của Giám đốc Chủng viện Giuse Đinh Bỉnh, trước và sau khi linh mục này trở thành giám mục. Tiếp tục tu học tại Hà Nội sau cái chết của nghĩa phụ, chủng sinh Cầu được thụ phong linh mục tháng 3 năm 1996.
Sau khi được thụ phong linh mục, Đa Minh Đặng Văn Cầu đảm nhận chức chánh Văn phòng Tòa giám mục Thái Bình trước khi đi du học tại Pháp, tốt nghiệp văn bằng Cao học Mục vụ Huấn giáo năm 2005. Trở về Việt Nam, ông kiêm nhiệm thêm chức vụ thư ký riêng của Giám mục Nguyễn Văn Sang. Rời tòa giám mục, ông lần lượt đảm nhận các chức vị chánh xứ Văn Lăng, chánh xứ Cao Xá, hạt trưởng giáo hạt Đông Hưng Yên, đại diện giám mục miền Hưng Yên.
Linh mục Đặng Văn Cầu được bổ nhiệm làm giám đốc điều hành Đại chủng viện Thánh Tâm Thái Bình năm 2017, và trở thành người đại diện pháp luật cho chủng viện này theo văn bản chấp thuận cho mở đại chủng viện vào năm 2020. Cuối tháng 10 năm 2022, Tòa Thánh loan tin giáo hoàng đã bổ nhiệm Linh mục Đặng Văn Cầu làm giám mục chính tòa Giáo phận Thái Bình. Lễ truyền chức cho giám mục tân cử đã diễn ra vào cuối tháng 12 năm 2022.

## Thân thế và tu tập
Đa Minh Đặng Văn Cầu sinh ngày 17 tháng 7 năm 1962 tại xã Đông Giang (nay là xã Hà Giang), huyện Đông Hưng, tỉnh Thái Bình, thuộc giáo xứ Lương Đống, giáo hạt Đông Hưng, Giáo phận Thái Bình.(1:16) Ông là con thứ tư trong một gia đình Công giáo đạo đức có năm người con. Thân mẫu (bà cố) là bà Maria Hoàng Thị Truất (1916–1970), hành nghề buôn bán, kiêm nhiệm việc chuyển thư liên lạc giữa Giám mục Thái Bình Đa Minh Maria Đinh Đức Trụ và bề trên Giáo phận Lạng Sơn và Cao Bằng.(1:40) Với lời gợi ý của Giám mục Trụ, cậu bé Cầu được gửi cậu dưới sự quản lý của linh mục Gioankim Trần Trọng Uyên. Linh mục Uyên lúc này là quản lý Tiểu chủng viện Mỹ Đức, kiêm chánh xứ linh mục Lương Đống. Trong suốt thời kỳ này, cậu bé Cầu tham gia sinh hoạt mục vụ Công giáo trong vai trò là giúp lễ cho linh mục Uyên.(2:08)
Sau khi thân mẫu qua đời một năm, mồng 6 Tết năm 1971, cậu bé Đặng Văn Cầu chính thức đến sinh sống cùng linh mục Trần Trọng Uyên tại Tiểu chủng viện Mỹ Đức. Từ năm 1972 đến năm 1977, chủng sinh Đa Minh mãn nhiệm tu học tại Tiểu Chủng viện Mỹ Đức Thái Bình. Chủng sinh Cầu, kể từ năm 1978 trợ giúp linh mục Giám đốc Chủng viện Giuse Maria Đinh Bỉnh, vì do linh mục Uyên chuyển đến nhiệm sở khác.(2:53) Linh mục Giám đốc Đinh Bỉnh kế nhiệm chức giám mục chính tòa Thái Bình, chuyển sang sinh sống tại Tòa giám mục. Chủng sinh Đặng Văn Cầu chuyển đến trợ giúp mục vụ tại Tòa giám mục Thái Bình, với tư cách thư ký, giúp việc Văn phòng Tòa giám mục. Sáng 14 tháng 3 năm 1989, trong bối cảnh chủng sinh Đặng Văn Cầu được giáo quyền và chính quyền chuẩn thuận cho nhập học tại Đại chủng viện Hà Nội, Giám mục Đinh Bỉnh đột ngột qua đời. Sự qua đời của giám mục Bỉnh đã ảnh hưởng đến việc chuyển đến học tại đại chủng viện của chủng sinh Cầu gặp khó khăn,(3:26) do chủng sinh Cầu là nghĩa tử của Giám mục Bỉnh. Một tháng sau, nhận được nhiều sự giúp đỡ, chủng sinh Cầu được tiếp tục lên đường nhập học.(4:10)
Từ năm 1989 đến năm 1995, chủng sinh Đặng Văn Cầu tu học tại Đại chủng viện Thánh Giuse Hà Nội, là chủng sinh khóa III của chủng viện này. Trong thời kỳ tu học, chủng sinh Cầu luôn được xếp loại "ưu". Trong thời kỳ này, chủng sinh Cầu còn đảm nhận vai trò thư ký riêng cho Giám mục phụ tá Tổng giáo phận Hà Nội Phanxicô Xaviê Nguyễn Văn Sang.(4:29)

## Linh mục

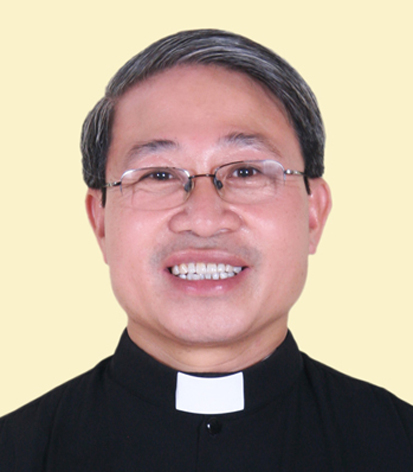
Chân dung thời kỳ linh mục của Đa Minh Đặng Văn Cầu

Ngày 9 tháng 3 năm 1996, Phó tế Đa Minh Đặng Văn Cầu được thụ phong linh mục tại Nhà thờ chính tòa Thái Bình do Giám mục Phanxicô Xaviê Nguyễn Văn Sang chủ phong. Sau khi nhận chức linh mục, tân Linh mục Cầu được bổ nhiệm làm Chánh Văn phòng Tòa giám mục Thái Bình. Tháng 8 năm 2000 đến năm 2005, ông được cử đi du học tại Đại học Công giáo Paris, Pháp, và tốt nghiệp với học vị Thạc sĩ (Cao học) Mục vụ Huấn giáo, xếp loại "ưu".
Trở về nước năm 2006, Linh mục Đặng Văn Cầu tiếp tục giữ chức vụ Chánh Văn phòng Tòa giám mục Thái Bình, kiêm thêm vai trò thư ký riêng của giám mục. Ông cũng là Thủ quỹ của Tiểu ban Mục vụ Giới Trẻ (sau là Uỷ ban Mục vụ Giới Trẻ) trực thuộc Hội đồng Giám mục Việt Nam, khi tiểu ban này được thành lập vào tháng 12 năm 2006. Từ năm 2009 đến năm 2014, ông được bổ nhiệm làm chánh xứ Văn Lăng, thuộc giáo hạt Kiến Xương, một giáo xứ có số giáo dân là 2.000. Giáo xứ Văn Lăng vào thời điểm này còn gặp nhiều khó khăn cả về cơ sở vật chất và nhân sự mục vụ. Trong thời gian quản nhiệm, linh mục Cầu được ghi nhận là đã hỗ trợ nâng cao đời sống đức tin cho giáo dân tại giáo xứ. Từ tháng 9 năm 2014 đến năm 2017, ông quản nhiệm làm chánh xứ Cao Xá, thị trấn Trần Cao, huyện Phù Cừ, tỉnh Hưng Yên, kiêm nhiệm chức vụ đại diện giám mục miền Hưng Yên (2014–2016) và hạt trưởng giáo hạt Đông Hưng Yên.
Từ tháng 7 năm 2017, Giám mục Nguyễn Văn Đệ bổ nhiệm Linh mục Đặng Văn Cầu giữ chức vụ giám đốc Đại chủng viện Thánh Tâm Thái Bình. Trên cương vị này, Linh mục Đặng Văn Cầu đã tổ chức đào tạo, thường huấn giáo lý viên, phát triển các đoàn hội Công giáo trong giáo phận. Trên thực tế, Linh mục Đặng Văn Cầu đảm nhận chức giám đốc điều hành của đại chủng viện, trong khi Giám mục Nguyễn Văn Đệ giữ chức giám đốc chủng viện. Về mặt chính quyền, Linh mục Đặng Văn Cầu cũng là đại diện cho đại chủng viện này khi được chấp thuận cho thành lập. Văn bản đồng ý thành lập Đại Chủng viện Thánh Tâm Thái Bình được ban hành ngày 27 tháng 7 năm 2020. Nhân dịp 50 năm ngày thành lập Ban Tôn giáo Chính phủ Việt Nam, ngày 29 tháng 7 cùng năm, Linh mục Cầu đã dẫn đầu đoàn Tòa giám mục Thái Bình đến chúc mừng lễ kỷ niệm, đồng thời cảm ơn sự quan tâm và giúp đỡ của Ban Tôn giáo trong việc được chấp thuận thành lập đại chủng viện. Với việc được chính thức cho hoạt động, Đại chủng viện Thái Bình trở thành một trong số mười một cơ sở đào tạo giáo sĩ của Giáo hội Công giáo tại Việt Nam (trong số đó có chín đại chủng viện và một cơ sở II). Đại chủng viện Thánh Tâm đào tạo linh mục cho Giáo phận Thái Bình.
Trong thời kỳ linh mục, Linh mục Đặng Văn Cầu còn kiêm nhiệm các chức vụ khác như Giáo sư Giáo lý và Thần học Căn bản tại Đại chủng viện Thánh Giuse Hà Nội trong giai đoạn từ năm 2009 đến năm 2015 và Trưởng Ban Giáo lý Giáo phận Thái Bình giai đoạn từ năm 2009 đến năm 2016.

## Giám mục

### Bổ nhiệm
Vào lúc 12 giờ trưa giờ Rôma ngày 29 tháng 10 năm 2022, Văn phòng Báo chí Tòa Thánh ra thông cáo cho biết Giáo hoàng Phanxicô đã chấp thuận cho Giám mục Phêrô Nguyễn Văn Đệ từ nhiệm sứ vụ giám mục chính tòa Giáo phận Thái Bình, đồng thời bổ nhiệm Linh mục Đa Minh Đặng Văn Cầu làm giám mục chính tòa Giáo phận Thái Bình. Tin tức này cũng được Tổng giám mục Marek Zalewski, Sứ thần Toà Thánh tại Singapore kiêm đại diện Tòa Thánh không thường trú tại Việt Nam thông báo qua Linh mục Giuse Đào Nguyên Vũ trên trang web của Hội đồng Giám mục Việt Nam. Ban đầu thông báo trên dự tính sẽ công bố thêm việc bổ nhiệm Linh mục Giuse Bùi Công Trác đảm nhận chức giám mục phụ tá Tổng giáo phận Thành phố Hồ Chí Minh, nhưng thời điểm công bố bổ nhiệm Giám mục Tân cử Trác phải dời qua ngày 1 tháng 11 cùng năm do ảnh hưởng từ lịch mục vụ của Tổng giám mục Giuse Nguyễn Năng.(1:13) Với việc bổ nhiệm này, đây là lần đầu tiên trong suốt chiều dài lịch sử, Giáo phận Thái Bình được lãnh đạo bởi một giám mục xuất thân từ linh mục đoàn giáo phận. Giám mục tân cử trở thành giám mục chính tòa thứ năm của giáo phận, và là giám mục quản nhiệm Thái Bình thứ bảy kể từ khi chia tách năm 1936 từ Hạt Đại diện Tông Tòa Bùi Chu với vị thế là một Hạt Đại diện Tông Tòa (Địa phận Thái Bình). Theo danh sách của trang web Truyền giáo Việt Nam tại Á Châu, Giám mục Đặng Văn Cầu là giám mục Việt Nam thứ 124. Theo số liệu của Tòa Thánh Vatican, cho đến năm 2020, Giáo phận Thái Bình có 136.656 giáo dân (phần lớn là nông dân) sinh hoạt tôn giáo trong 121 giáo xứ trên địa bàn rộng khoảng 2465 km2.
Sau khi tin tức bổ nhiệm chính thức được loan báo, Giám mục Tân cử Đặng Văn Cầu đã có một cuộc phỏng vấn nhanh với báo Công giáo và Dân tộc. Trong bài phỏng vấn được công bố vào đầu tháng 11 năm 2022, nhằm chia sẻ về cảm xúc của mình trước tin bổ nhiệm, giám mục tân cử Đặng Văn Cầu cho biết ông vừa vui mừng vừa lo lắng do phải gánh trọng trách của chức vị giám mục chính tòa khi chưa có kinh nghiệm [làm giám mục]. Ông cho biết ông an lòng khi được sự động viên và nâng đỡ của giám mục tiền nhiệm, linh mục, tu sĩ và giáo dân giáo phận. Nói về ưu tiên và trăn trở trong việc quản lý giáo phận, Giám mục tân cử Đa Minh cho biết ông mong muốn duy trì và phát triển các di sản do các tiền nhân để lại, đồng thời phát triển giáo phận theo các dấu chỉ của thời đại. Trong cuộc phỏng vấn này, ông cũng cho biết mong muốn sẽ hoàn thành một số môn hiện đang giảng dạy tại đại chủng viện trong điều kiện cho phép, đang thỉnh ý về ngày tấn phong giám mục, cũng như về huy hiệu giám mục còn đang thiết kế dang dở. Ông xác nhận rằng lễ tấn phong sẽ được cử hành vào cuối năm 2022.
Ban Tư vấn Giáo phận Thái Bình tổ chức họp bất thường để bầu chọn giám quản Giáo phận Thái Bình vào ngày 31 tháng 10 năm 2022. Cuộc họp là để thực hiện yêu cầu của bộ giáo luật Công giáo, buộc bầu chọn giám quản trong thời gian trống tòa. Kết quả, các linh mục thuộc ban Tư vấn đã xin (sic) Giám mục Nguyễn Văn Đệ giữ chức vị giám quản giáo phận trong thời gian chờ tấn phong giám mục tân cử.

### Khẩu hiệu, huy hiệu

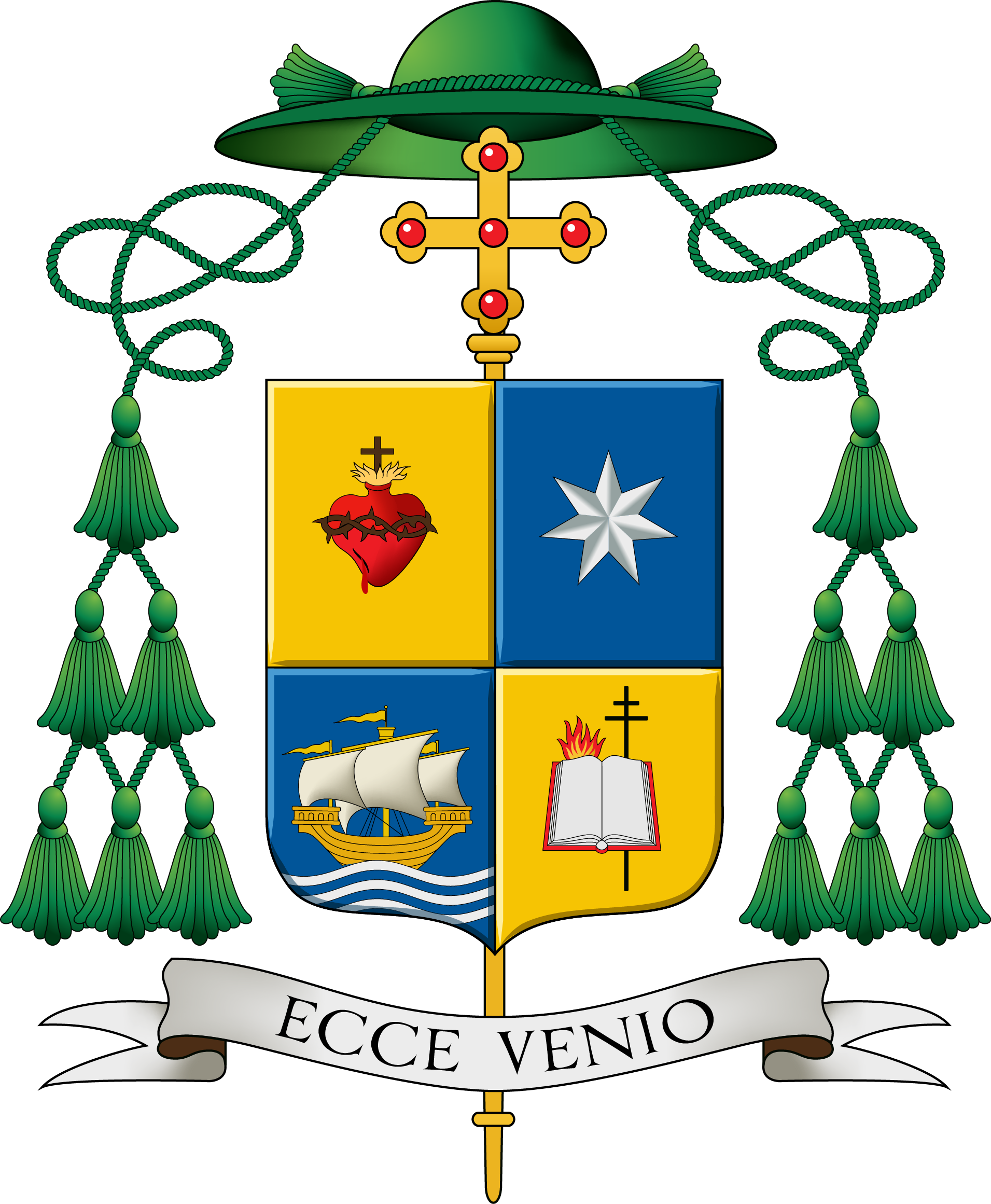
Huy hiệu Giám mục Đặng Văn Cầu

Tân Giám mục Đặng Văn Cầu chọn khẩu hiệu Này con xin đến từ Thánh vịnh 39,8, với hàm ý mong muốn theo gương Thầy Giêsu và Mẹ Maria luôn tìm và thực thi thánh ý Chúa trong cuộc đời và trong sứ vụ. Về huy hiệu giám mục, giám mục tân cử cho biết chưa thiết kế xong, trong cuộc phỏng vấn sớm sau ngày bổ nhiệm với báo Công giáo và Dân tộc. Phát biểu sau lễ truyền chức, Giám mục Đa Minh Cầu cho biết khẩu hiệu này nhắc nhở ông là một người đầy tớ chứ không phải một ông hoàng trong chức giám mục.
Hình ảnh huy hiệu của giám mục tân cử được giới thiệu trên website Giáo phận Thái Bình vào ngày 7 tháng 11 năm 2022, với nhiều phiên bản màu sắc khác nhau. Trên nền khiên huy hiệu gồm bốn phần biểu tượng: Thánh Tâm, ngôi sao, con thuyền, các biểu tượng giám mục: sách, gậy, ngọn đuốc. Hai biểu tượng đầu tiên, Thánh Tâm và ngôi sao (biểu tượng Đức Mẹ vô nhiễm nguyên tội) lần lượt đại diện cho bổn mạng đệ nhất và đệ nhị Giáo phận Thái Bình. Con thuyền đại diện cho Giáo phận Thái Bình vốn dày đặc sông ngòi, vị trí địa lý nằm ven biển, cũng như đại diện cho lịch sử truyền giáo. Ba biểu trưng còn lại đại diện cho chức giám mục (biểu tượng của Thánh Đa Minh) và nhiệm vụ chính của giám mục là giảng dạy (sách), thánh hóa (ngọn đuốc) và quản trị (gậy).

### Nghi thức Tuyên xưng, lễ tấn phong và tạ ơn
Theo thông cáo ấn ký ngày 2 tháng 11 năm 2022 của Tòa giám mục Thái Bình, thánh lễ tấn phong cho giám mục tân cử sẽ được cử hành vào ngày 31 tháng 12 năm 2022 tại Quảng trường Tòa giám mục (Nhà Chung) Giáo phận Thái Bình. Trước ngày lễ tấn phong, nghi thức Tuyên xưng Đức Tin và tuyên thệ trung thành được cử hành vào ngày 30 tháng 12 tại Nhà thờ chính tòa Thái Bình.
Nghi thức tuyên xưng Đức Tin và tuyên thệ trung thành của Giám mục Tân cử Đặng Văn Cầu đã được cử hành vào chiều ngày 30 tháng 12 năm 2022. Nghi thức này được cử hành trong giờ kinh chiều trọng thể tại Nhà thờ chính tòa Thái Bình. Đóng vai trò nhân chứng xác nhận nghi thức là Tổng giám mục Đại diện Tòa Thánh không thường trú tại Việt Nam Marek Zalewski, trong khi vị chủ sự giờ kinh nguyện là Giám mục Giáo phận Đà Nẵng Giuse Đặng Đức Ngân. Sau nghi thức tuyên thệ lúc 17 giờ 30, một giờ sau đó, đêm hoan ca văn nghệ chào mừng đại lễ tấn phong diễn ra tại Nhà Chung Giáo phận Thái Bình.

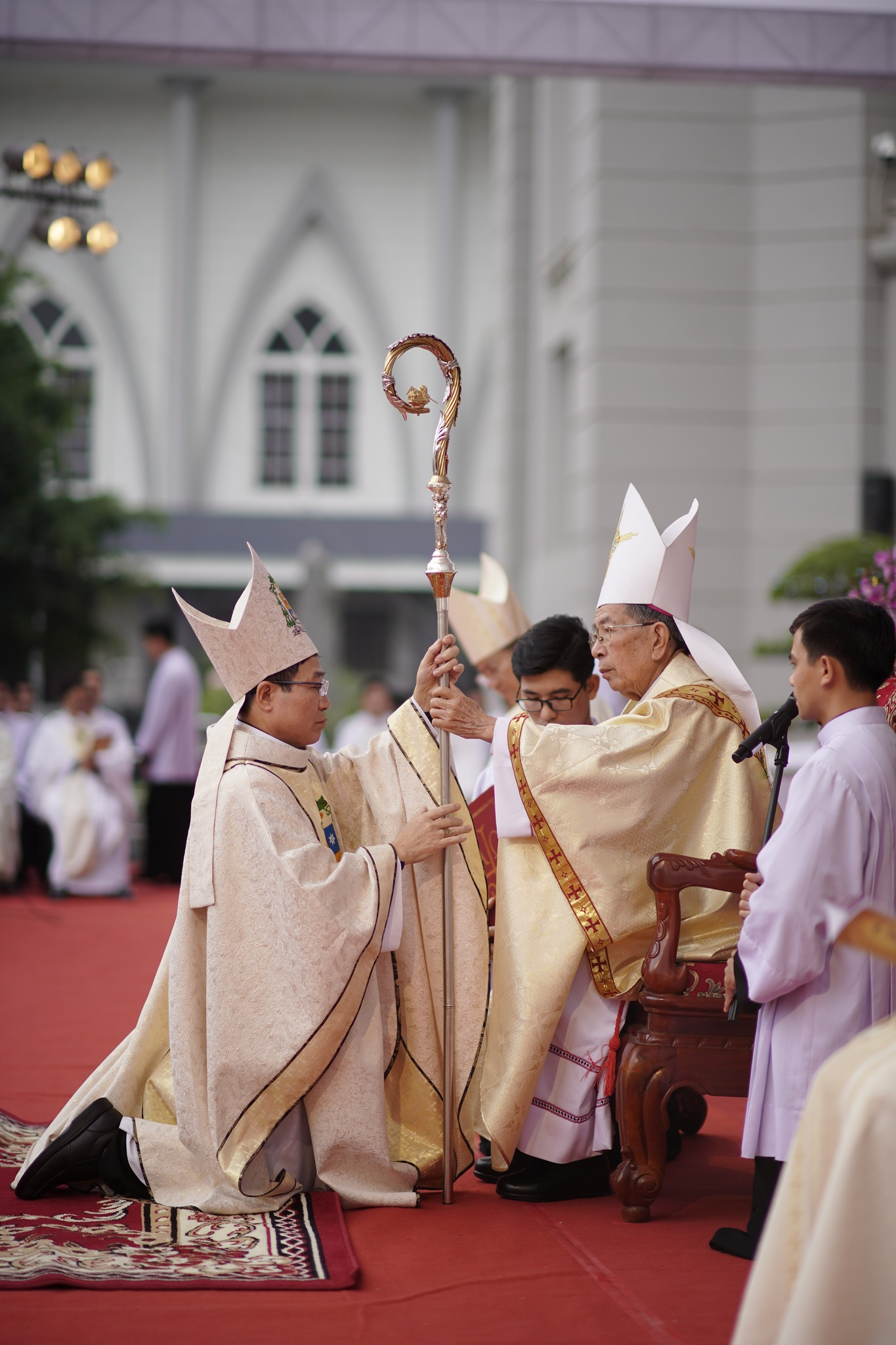
Nghi thức trao Gậy Mục tử trong lễ tấn phong tân giám mục

Lễ tấn phong giám mục do nguyên Giám mục Thái Bình Phêrô Nguyễn Văn Đệ chủ phong được cử hành vào sáng ngày 31 tháng 12 tại Quảng trường Nhà Chung (Tòa Giám mục) Giáo phận Thái Bình. Đồng tế trong lễ truyền chức có Tổng giám mục Đại diện Tòa Thánh không thường trú Marek Zalewski, Hồng y Phêrô Nguyễn Văn Nhơn, ba Tổng giám mục từ ba tổng giáo phận tại Việt Nam và các giám mục từ các giáo phận tại Việt Nam. Đóng vai trò phụ phong trong nghi thức truyền chức là Giám mục Giuse Nguyễn Tấn Tước, giám mục chính tòa Giáo phận Phú Cường và Giám mục Giuse Trần Văn Toản, giám mục chính tòa Giáo phận Long Xuyên. Tổng giám mục Tổng giáo phận Hà Nội Giuse Vũ Văn Thiên phụ trách phần giảng lễ. Theo nguồn tin của Union of Catholic Asian News (UCAN), lễ tấn phong cho giám mục tân cử có sự tham dự của 30 tổng giám mục và giám mục, hàng trăm linh mục và hàng nghìn giáo dân, trong khi nguồn tin từ Giáo phận Thái Bình cho biết có trên 300 linh mục và hàng chục nghìn giáo dân tham dự lễ tấn phong. Nguồn tin từ Ban Tôn giáo Chính phủ, ngoài đại diện Tòa Thánh còn có 27 giám mục Việt Nam tham dự lễ tấn phong. Chính quyền các cấp cũng có đại diện tham dự lễ tấn phong tân giám mục.
Lễ tấn phong tân giám mục chính là lần đầu tiên kể từ năm 1979, một giám mục được tấn phong tại Giáo phận Thái Bình. Giám mục Cầu chính thức trở thành giám mục thứ bảy quản lý Thái Bình, kể từ khi địa giới giáo phận này được tách ra từ Hạt Đại diện Tông Tòa Bùi Chu, tạo thành Hạt Đại diện Tông Tòa Thái Bình và sau đó trở thành Giáo phận Thái Bình. Trong số những vị tiền nhiệm của ông, có hai giám mục người Tây Ban Nha và bốn giám mục người Việt Nam xuất thân từ linh mục đoàn các giáo phận khác, biến ông trở thành giám mục đầu tiên xuất thân từ giáo phận lãnh nhận vai trò lãnh đạo giáo phận. Cũng theo số liệu của UCAN, Giáo phận Thái Bình có khoảng 136.000 giáo dân và 200 linh mục. Với việc bổ nhiệm và tấn phong cho hai tân giám mục là Đa Minh Đặng Văn Cầu và Giuse Bùi Công Trác (3 tháng 1 năm 2023), Giáo hội Công giáo tại Việt Nam vẫn còn hiện hữu tình trạng trống tòa ở bốn giáo phận.
Sau lễ tấn phong, tân giám mục cử hành lễ tạ ơn sau đó vào ngày 1 tháng 1 năm 2023 tại nhà thờ chính tòa Thái Bình. Đồng tế có nguyên Giám mục Thái Bình Phêrô Nguyễn Văn Đệ và nguyên Tổng giám mục Tổng giáo phận Huế Phanxicô Xaviê Lê Văn Hồng, cũng như các linh mục thuộc giáo phận Thái Bình. Tân giám mục cũng cử hành các lễ tạ ơnh tại Giáo xứ Văn Lăng (8 tháng 1), Giáo họ Thụ Điền (9 tháng 1), Giáo họ Đông Trại (29 tháng 1), và Giáo xứ Tử Đình, Tổng giáo phận Thành phố Hồ Chí Minh (15 tháng 2).

### Các hoạt động Mục vụ
Nhân dịp Tết Nguyên Đán 2023, Giáo phận Thái Bình cho đăng tải video thông điệp chúc mừng năm mới của Giám mục Đặng Văn Cầu gửi giáo dân giáo phận. Cũng trong dịp này, Giám mục Cầu và ban Caritas Giáo phận Thái Bình đã đến thăm và trao tặng quà Tết đến các bệnh nhân phong tại Bệnh viên Phong Da liễu Văn Môn, vào ngày mồng 4 Tết. Giám mục Cầu sau đó cũng chủ tế lễ cầu nguyện cho các bệnh nhân phong tại giáo đường giáo họ Đông Thọ, thuộc giáo xứ Thái Sa, Giáo phận Thái Bình.
Ngày 23 tháng 4 năm 2023, một vụ phóng hỏa đã làm bị thương ba người trong một hộ gia đình đang ở trọ tại thành phố Biên Hòa, tỉnh Đồng Nai. Trong thời điểm này, Giám mục Cầu đang có sinh hoạt mục vụ tại miền Nam và có mong muốn đến thăm các nạn nhân nhưng không thể thực hiện hóa mong muốn này. Bản thân Giám mục Cầu sau đó kêu gọi các giáo dân đồng hương [Thái Bình] và các linh mục giáo phận Thái Bình cầu nguyện cho trường hợp này. Sau khi cháu bé (Phêrô Nguyễn Văn Hiển) và mẹ của mình (Maria Nguyễn Thị Nở) qua đời trong tháng 5 năm 2023, giám mục Đặng Văn Cầu đã cử hành lễ an táng cho chị Nở và cầu nguyện cho linh hồn cháu bé quá cố tại giáo xứ Phục Lễ.
Nhân dịp tĩnh tâm linh mục đoàn tháng 5 năm 2023, Giám mục Đặng Văn Cầu đã công bố quyết định của ông về việc bổ nhiệm, thuyên chuyển linh mục cho các chức vụ khác nhau trong [cơ cấu tổ chức của] Giáo phận Thái Bình. Theo thông báo này, chức danh giám đốc Đại chủng viện Thái Bình mà ông từng đảm nhiệm trong thời kỳ linh mục được trao cho Linh mục Giuse Mai Văn Diện. Đầu tháng 6 năm 2023, Ban Giáo lý Giáo phận Thái Bình ra thông cáo về việc điều chỉnh các độ tuổi lãnh nhận Bí tích cho phong trào Thiếu nhi Thánh Thể Việt Nam tại giáo phận, dưới sự hướng dẫn của Giám mục Cầu.
Đầu tháng 9 năm 2023, cùng với bốn tân giám mục Việt Nam khác, giám mục Đặng Văn Cầu đã đến tham gia các khóa học và hội nghị dành cho các tân giám mục thuộc quyền bộ Truyền giáo được tổ chức tại Rôma. Giám mục Đặng Văn Cầu đã tham gia cuộc bầu chọn, nghi thức nhậm chức Bề trên Hội dòng Nữ Đa Minh Thái Bình, cũng như ra một văn thư phê chuẩn cuộc bầu chọn Tổng quyền cho nhiệm kỳ 2023–2027 vào ngày 15 tháng 11 năm 2023.

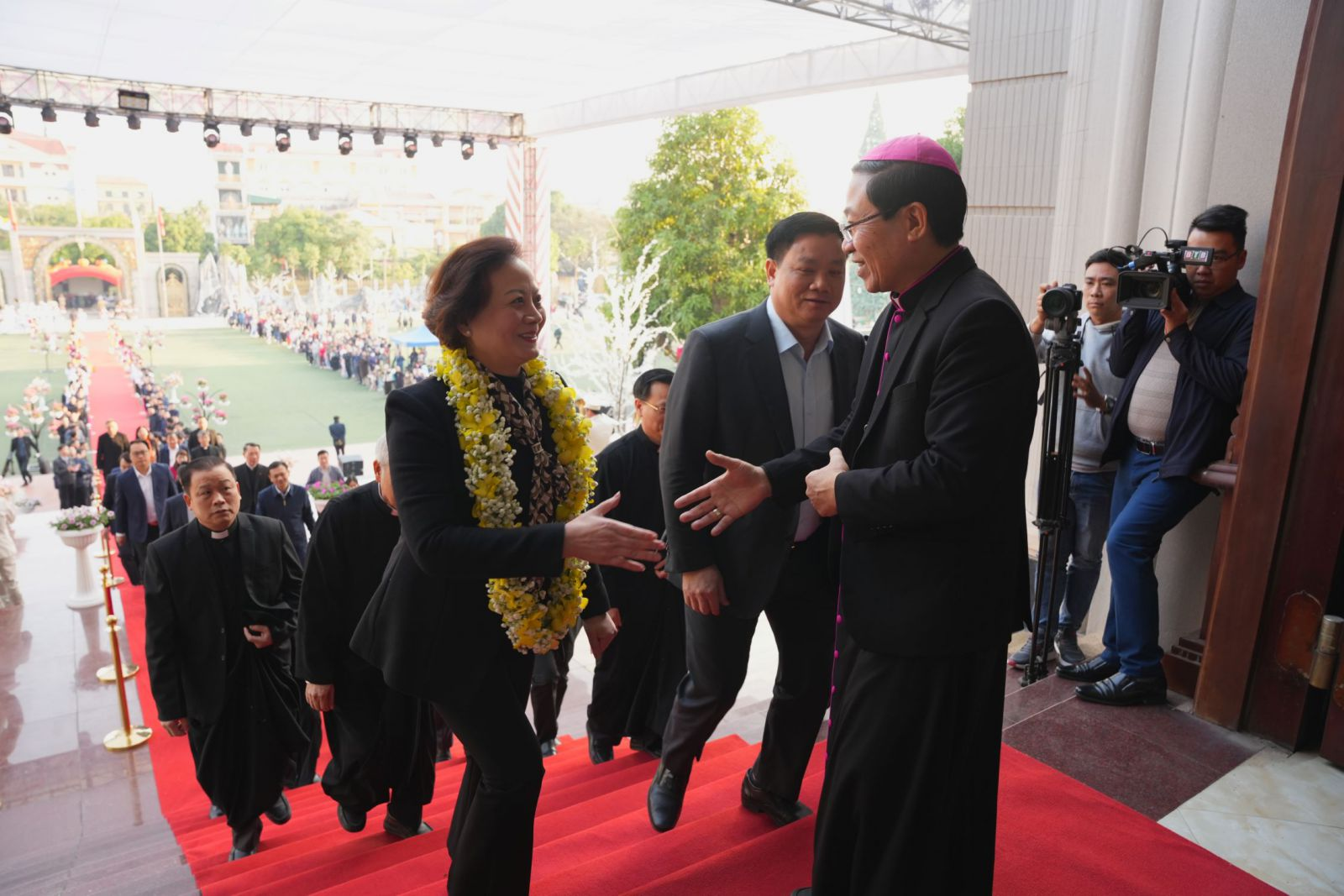
Giám mục Đặng Văn Cầu chào đón bà Bộ trưởng Phạm Thị Thanh Trà dịp Giáng sinh năm 2023.

Nhân dịp lễ Giáng sinh năm 2023, ngày 23 tháng 12, phái đoàn chính quyền do Bộ trưởng Bộ Nội vụ Việt Nam Phạm Thị Thanh Trà đã đến thăm và chúc mừng lễ Giáng sinh tại Tòa giám mục Thái Bình và giáo xứ Sa Cát. Trong buổi gặp mặt, bà đánh giá cao sự cộng tác của giám mục, các linh mục, tu sĩ và giáo dân giáo phận Thái Bình đã tích cực tham gia các phong trào bác ái xã hội tại địa phương, phát triển kinh tế xã hội cũng như an ninh trật tự địa phương. Cũng trong cuộc gặp, Giám mục Đặng Văn Cầu bày tỏ niềm vui mừng trước sự giúp đỡ của chính quyền các cấp cho các sinh hoạt tôn giáo, cảm ơn bà bộ trưởng và phái đoàn về chuyến thăm và sự ưu ái đặc biệt của Thủ tướng Phạm Minh Chính đối với Giáo phận Thái Bình. Trong khuôn khổ cuộc gặp, Giáo phận Thái Bình công bố một số thông tin về giáo phận: giáo phận có 135 giáo xứ, 16 dòng tu hoạt động, 2 giám mục và 232 tu sĩ nam nữ trên địa bàn hành chính hai tỉnh Thái Bình và Hưng Yên.
Việc cử hành lễ tại giáo họ Đông Thọ, giáo xứ Thái Sa và trao quà, chúc Tết cho các bệnh nhân phong cùi được Giám mục Đa Minh Cầu tiếp tục thực hiện vào dịp Lễ Tro năm 2024. Nhằm chuẩn bị cho Thượng Hội đồng Giám mục thế giới lần thứ XVI, ngày 24 tháng 3 năm 2024, Giám mục Đặng Văn Cầu đã triệu tập các tham dự viên, cũng như tham gia hướng dẫn Hội nghị Thượng Hội đồng Giám mục cấp giáo phận tại Tòa giám mục Giáo phận Thái Bình.

## Tông truyền
Giám mục Đa Minh Đặng Văn Cầu được tấn phong giám mục năm 2022, thời Giáo hoàng Phanxicô, bởi:
- Giám mục Chủ phong: Giám mục Phêrô Nguyễn Văn Đệ, nguyên giám mục chính toà Giáo phận Thái Bình.
- Hai giám mục phụ phong: Giám mục Giuse Nguyễn Tấn Tước, giám mục chính toà Giáo phận Phú Cường và Giám mục Giuse Trần Văn Toản, giám mục chính toà Giáo phận Long Xuyên.

Dưới đây là sơ đồ tính Tông truyền từ giám mục Việt Nam đầu tiên được giám mục ngoại quốc chủ phong cho đến đời Giám mục Đặng Văn Cầu.